# 2007年臺灣燈會
2007年臺灣燈會是2007年（農曆丁亥年，生肖豬）在臺灣嘉義縣舉辦的第18屆臺灣燈會，展覽時間為2007年3月4日至2007年3月11日，於太保市縣治特區舉辦。
2007年臺灣燈會為嘉義縣第一次舉辦。本年度燈會展期共8天，統計約三百五十萬人次入園賞燈。

## 緣起
2006年5月26日，時任嘉義縣縣長陳明文召開記者會並於會中表示，2007年台灣燈會有桃園、屏東及嘉義等三縣爭取主辦權，經交通部觀光局評估後，最後選定嘉義縣舉辦，而燈會舉辦地點將在故宮南院預定地與縣治特區，初步規劃將於2007年除夕登場，並跨越5個假日。

## 籌備與營運事紀
2006年9月7日，交通部觀光局主任秘書邱長光前往嘉義縣治所在地，勘查2007年台灣燈會傳統燈區場址，並與三十多位傳統花燈製作師傅座談，討論傳統燈區規劃及構想。
2007年1月12日，交通部觀光局於臺北圓山大飯店揭曉主燈和小提燈。正逢十二生肖排序「豬年」，主燈是山豬造型，胸前掛有主燈贊助單位中華電信公司第三代行動電話，命名「風調雨順」；小提燈是可愛球體造型，命名「吉祥豬」。
2007年1月21日，主燈於下午一時在嘉義縣府對面廣場舉行安座典禮，由交通部觀光局長賴瑟珍和嘉義縣縣長陳明文、議長余政達、中華電信李榮和副總經理主祭，一起祝禱風調雨順、國泰民安，並希望今年燈會能吸引空前的觀賞人潮，讓世界看見嘉義。
2007年2月14日，位在燈會場地旁的「嘉義藝術燈區」於晚間進行試燈彩排，因正好適逢西洋情人節，縣府更特別在晚上八時安排一場七分鐘的高空煙火秀。
2007年2月18日，配合縣府每年在春節舉辦的「回嘉真好」系列活動，由十八位藝術家，於緊鄰台灣燈會會場的縣政府前草地，所佈置的嘉義藝術燈區，提前在大年初一 (二月十八日)點燈，並搭配高空煙火表演。縣府表示展期將到大年初八 (二月二十五日)，除了為元宵節燈會暖身，也提供民眾春節休閒好去處。
2007年3月3日，為了迎接2007台灣燈會，下午由縣長陳明文向朴子市配天宮媽祖請領「御賜宮燈」，再由儀隊和上千民眾護送至縣治所在地的燈會會場，祈求今年燈會活動圓滿成功。晚間則由交通部長蔡堆和縣長共同主持試燈儀式，主燈與各燈區於6時30分同步點亮進行試燈。
2007年3月4日，元宵節當晚7時20分許，在民眾期盼下倒數計時，由總統陳水扁、行政院長蘇貞昌、交通部長蔡堆、嘉義縣長陳明文、嘉義市長黃敏惠等人共同點燈，正式啟動台灣燈會，代表堅忍奮鬥的「台灣山豬」主燈，大放異采並即刻做360度迴轉，搭配隨後約六分鐘的高空煙火，現場發出如雷歡呼與掌聲。
2007年3月11日，晚間十時三十分進行閉幕儀式，在交通部觀光局賴瑟珍與縣長陳明文的帶領下，主燈做最後一次的展演，隨即施放十分鐘的高空煙火秀，為期八天的臺灣燈會正式落幕，總參觀人次突破三百五十萬。
未來除了主燈將由臺鹽繼續展出外，其餘燈區的作品也將規劃燈會博物館或由學校認養，做為常態性的保存與展覽。

## 主燈
風調雨順

### 介紹
以台灣山豬為主題，豬為生肖中最具福氣的豫表，擇其外型意象為祥和圓融及財富聚集之意，祈為台灣帶來豐衣足食的生活，意寓著「富庶而知禮 、真誠本自然」；取意山豬的圓滿祥和，盼為躍進的國家社會，帶來『風調雨順、國泰民安 』新氣象。主燈總高約18公尺，寬約11公尺，重量約達20公噸，造價新台幣1313萬元，以台灣山豬立於阿里山上的形象，寓意期許國人學習先民開墾的精神，迎戰生活的挫折，綿延的山丘，意寓台灣的經濟、文化與國際接軌。台灣山豬另一面是踏足在層次分明與循序漸近的頁岩上，意味來年台灣國運及氣勢步步高昇，而腳蹤遍及平地到高山，豫表台灣堅強的生命力，及寬容心胸接納不同族群的氣度，尾巴的設計以小元寶造型來收尾，意象財富聚集之意，借喻新的一年欣欣向榮、國富民安。在山體背面則以簡單線條勾勒出的許多可愛小豬，呈現熱鬧歡樂氣氛。雖然燈會結束後嘉義縣政府無意認養，但特殊的造型仍獲得台鹽公司的青睞，爭取將主燈移往七股鹽山展出。不過卻在2015年8月時因蘇迪勒颱風來襲而倒塌，而在風災後拆除。

### 開燈六步驟
1. 諸羅開綠野
2. 聳立阿里山
3. 富庶而知禮
4. 真誠本自然
5. 風調時雨順
6. 國泰萬民安

### 主燈秀音樂
由國立臺灣藝術大學黃新財老師負責編曲。樂曲配合開燈6步驟，先由震撼的嗩吶樂聲開場，再銜接輕快的臺灣傳統名謠「農村酒歌」，隨後即以強而有力的方式奏出耳熟能詳的名曲「高山青」，有如彰顯阿里山高聳的氣勢，最後再回到壯麗的樂曲而結束。其中融合傳統國樂、管弦樂等，展現出歡樂吉祥、熱鬧豐腴的年節景象。

## 副燈
本次燈會副燈特別增加至四座，分別由知名燈藝師陳金泉老師與林健兒老師製作，而除「瑞獅戲球」設置於歡樂燈區與競賽燈區的交會點上，其餘皆位在主燈區中，環繞於主燈四周。
- 雙龍戲珠
- 雙鳳嬉春
- 金玉滿堂
- 瑞獅戲球

## 燈區資訊
開燈台
由於燈會舉辦地位於嘉義，因此開燈台以左右兩側與中央所形成之高低起伏的山巒做為背板，呼應嘉義縣最有名的阿里山。
祈福燈林
本年度的祈福燈林為呈現高山森林的意象，採用帶葉的台灣杉做為支柱，上方再設置橘紅色的圓筒燈籠，於點燈時將會產生枝葉搖曳的光影。祈福燈籠還特別選用嘉義縣山區特產的「柿子」做為造型，於各燈柱間側邊懸掛三排。而祈福燈林則架設於主燈的左後方與右後方，佔地約一公頃。
光環境
本次燈海光環境主要分布於主燈區周圍，設計概念源自於嘉義豐富的地景元素，從阿里山的林相地景、平原稻穗、網室地景，到沿海漁舟燈火地景，因而命名為「瑞穗揚輝」「園花逢春」「漁火映月」。而主燈區的「環場燈海」則以紅、金色的山峰形燈網連綿環繞，形成一圓弧形福袋廣場，呼應今年的吉祥生肖－「豬」。不僅如此，燈會周邊的道路亦佈設景觀燈籠，做為會場外圍的延伸與引導。
迎賓燈區
為台灣燈會中首次出現，座落於主燈區南側的「漁火映月」光環境間，由中華花燈藝術學會設計出60座各式各樣的主題小型花燈參與展出，具有歡迎賓客來訪之意涵。
傳統燈區
以「諸羅風情」做為燈區的設計主軸，廣徵全國知名的燈藝師共襄盛舉，公開評選出十二座以嘉義為型塑主題、外型炫麗搶眼的花燈參展。
歡樂燈區
共十八座由各觀光旅遊業者、駐台觀光單位及各公民營企業等製做的主題花燈車，結合產業與現代科技方式，呈現出多樣化花燈展示。
競賽燈區
約一千多件來自全國國小、國中、高中等各級學校以及社會各界人士所製作的花燈進行參賽、展出。
嘉義藝術燈區
本次創作共邀請嘉義在地及外地等十八位藝術家，共同構築令人驚豔的嘉義燈區，以「山海匯流」及「驚豔嘉邑」兩大主題，表現兩種不一樣風貌區域，提出不同的觀賞方式。「山海匯流」，強調在地人文、自然的充分展現，運用漂流木、竹子與蚵殼等在地元素呈現出山海意象的巨大地標、自然體驗等內容，其中兩件地標性作品，分別是以竹子打造的「森林高塔」還有利用蚵殼創作的「海洋璇宮」，各自表現了阿里山神木的高聳以及東石肥美海味的意象，形成了嘉義山與海的對話。「驚豔嘉邑」以一個超大型月光寶盒為概念，混合樹林、庭院發揮綠光森林的神秘、傳奇特質，在樹梢、地面的精心設置，民眾能夠遊林、夜訪、尋覓。
宗教燈區
邀集嘉義地區中各具代表性的宗教團體參與花燈設計。
民俗街及美食街
展示傳統民俗技藝、童玩、地方特色手工藝品、地方特產及嘉義地方特色小吃。
農特產品展售區
展示全國各地精緻農特產，各地最優質的農特產品可在此一次購足。

## 燈會紀錄

### 歷年之最
- 本次燈會號稱場地與規模皆為歷年最大
- 本次燈會期間邀請五百個表演團隊，打破歷年燈會表演團隊數紀錄。[4]

### 歷年首創
本次燈會首度出現迎賓燈區，雖並非為獨立的區域，僅有運用簡單的小型手做花燈進行布設，但仍可視為是未來迎賓燈區的雛型。

## 社會互動
先是於於燈會開始之前，受到主辦單位邀請，參與本次燈會演出的日本北海道YOSAKOI SORAN街舞團隊，在3月3日下午，8支隊伍連同工作人員的全體團員，放棄觀光的機會，到嘉義縣溪口鄉「財團法人嘉義縣私立開元殿福松老人養護中心」進行義演。希望藉由這份溫馨友誼表演，讓平日較少有機會外出的身體不便的長者們，也有機會親眼目睹和體驗來自日本北海道的熱情表演。
而嘉義縣政府也在這次燈會期間與上海銀行合作推動公益活動，由上海銀行特別製作一座高兩公尺餘的Pukii撲滿，這座堪稱全台最高的撲滿放在燈會服務台旁的生命線協會攤位，希望鼓勵民眾培養儲蓄觀念及發揮愛心救助弱勢團體，且上海銀行也提供一千個Pukii燈籠現場義賣，所獲之金額也將捐給生命線協會統籌運用。
此外，為讓弱勢族群也能一同感受台灣燈會的喜氣，嘉義縣政府於3月7日舉辦一項名為「千人關懷日」的活動，安排一千名老人、身障朋友、外籍配偶及育幼院、寄養家庭的小朋友，參觀璀璨的燈會盛況，同時，縣府也會在現場提供十三個攤位，讓這些朋友們販售他們自力更生的各式商品，以喚起民眾對弱勢族群的關懷與重視。

## 國際媒體報導
本次燈會共吸引了日本、韓國、美國、東南亞及歐洲各國平面及電子媒體記者來台實地採訪，而達到更佳的宣傳效果，不僅如此，觀光局更於本年度邀請美國Discovery（探索頻道）「Fantastic Festivals of the World」的節目製作人來台參訪台灣燈會元宵活動，經該節目評估，台灣燈會已具世界級水準，值得向全世界推薦，因而獲得其評選為「全球最佳慶典活動」之一。

## 特殊事件

### 副燈損壞事故
燈會中由陳金泉老師所製作的「雙鳳戲春」副燈，於燈會開幕當天上午遭到一陣強風折彎，雖未釀災，但卻與其他燈同時點亮，故決定先於隔日拆解運回廠房檢修，再視狀況重新設置展演。